# Megan Kalmoe
Megan Kalmoe (* 21. August 1983 in Minneapolis, Minnesota) ist eine US-amerikanische Ruderin und Weltmeisterin 2015 im Doppelvierer.

## Leben
Kalmoe begann 2002 mit dem Rudersport. 2005 gewann sie bei den U23-Weltmeisterschaften im Vierer ohne Steuerfrau. In der Weltcup-Saison 2008 trat sie mit Ellen Tomek im Doppelzweier an, bei den Olympischen Spielen in Peking erreichten die beiden den fünften Platz. Im Jahr darauf belegten die beiden den sechsten Platz bei den Weltmeisterschaften 2009.
2010 wechselte Megan Kalmoe in den US-Doppelvierer, mit dem sie den fünften Platz bei den Weltmeisterschaften 2010 belegte. 2011 gewann Megan Kalmoe ihre erste internationale Medaille im Erwachsenenbereich, der Doppelvierer mit Stesha Carle, Natalie Dell, Adrienne Martelli und Megan Kalmoe erreichte den zweiten Platz hinter dem deutschen Boot bei den Weltmeisterschaften in Bled. 2012 gewann der US-Doppelvierer mit Dell, Kara Kohler, Kalmoe und Martelli die Bronzemedaille bei den Olympischen Spielen in Eton hinter den Booten aus der Ukraine und aus Deutschland. 2013 belegte das Boot den fünften Platz bei den Weltmeisterschaften, wobei nur Kalmoe und Kohler aus dem Bronze-Gewinnerboot des Vorjahres noch dabei waren.
2014 ruderte Megan Kalmoe zusammen mit Kerry Simmonds im Zweier ohne Steuerfrau. Die beiden gewannen die Silbermedaille bei den Weltmeisterschaften in Amsterdam hinter den Britinnen Helen Glover und Heather Stanning. Auch beim Weltcup 2015 in Varese belegten Simmonds und Kalmoe den zweiten Platz hinter den Britinnen. Für die Weltmeisterschaften 2015 kehrte Megan Kalmoe in den Doppelvierer zurück. Zusammen mit Amanda Elmore, Tracy Eisser und Olivia Coffey gewann sie den Titel vor dem deutschen Doppelvierer. Für den Doppelvierer bei den Olympischen Spielen 2016 nominierte der US-Ruderverband Tracy Eisser und Megan Kalmoe aus dem Weltmeisterboot von 2015, sowie Grace Latz und Adrienne Martelli, die 2015 Weltmeisterinnen im Vierer ohne Steuerfrau waren. Dieser Doppelvierer belegte im olympischen Finale den fünften Platz.
2017 ruderte Kalmoe gemeinsam mit Tracy Eisser im Zweier-ohne. Dem Duo gelang eine gute Saison, in der es bei allen Finalläufen sowohl beim Ruder-Weltcup als auch bei den Weltmeisterschaften den Silberrang hinter der überlegenen Paarung Grace Prendergast und Kerri Gowler aus Neuseeland belegte. Nach einer Pause 2018 erreichte das Duo 2019 den vierten Platz bei den Weltmeisterschaften in Linz/Ottensheim. Bei den Olympischen Spielen in Tokio kamen die beiden auf den zehnten Platz.